# Bathygobius cotticeps
Bathygobius cotticeps és una espècie de peix de la família dels gòbids i de l'ordre dels perciformes.

## Morfologia
Els mascles poden assolir els 11 cm de longitud total.

## Distribució geogràfica
Es troba des de l'Àfrica oriental fins a les Illes Hawaii, les Illes Marqueses, les Tuamotu i el sud del Japó.